# Rassjälvmord

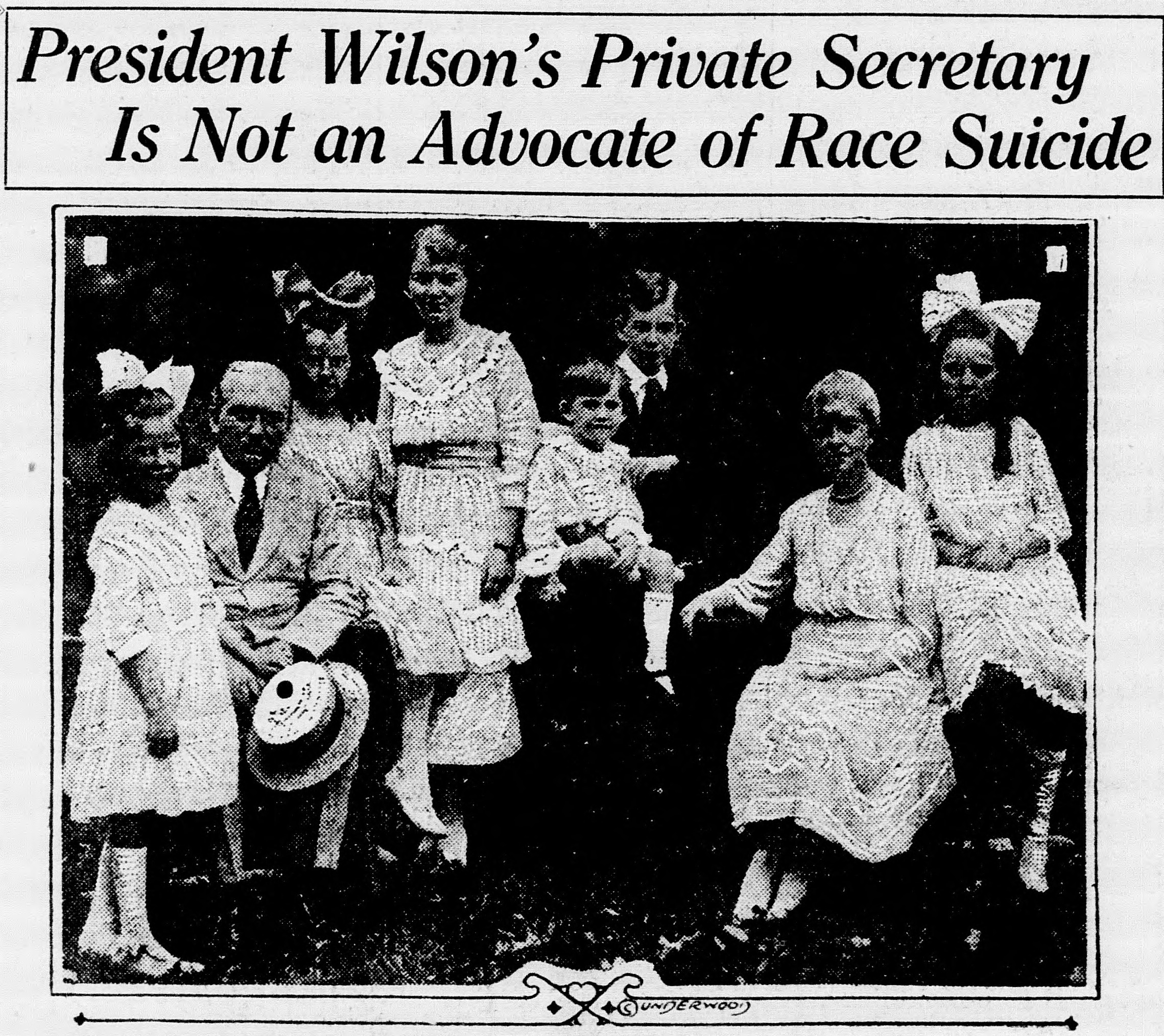
Ett tidningsfoto från 1919 av Joseph Patrick Tumulty, med sin fru och sex barn. Titeln lyder: "President Wilsons privatsekreterare är inte en förespråkare för rassjälvmord".

Rassjälvmord var en alarmistisk eugenisk teori, myntad av den amerikanske sociologen Edward A. Ross omkring 1900 och stödd av bland andra Harry J. Haiselden. Enligt American Eugenics Archive, konceptualiserar "rassjälvmord" en hypotetisk situation där dödstalet för en viss "ras" ersätter dess födelsetal.
Detta var en propagandistisk teori besläktad med vitt folkmord. Rassjälvmord mekaniserades för att framkalla rädsla i dominerande och/eller majoritets-"raser" (det vill säga den "vita rasen"), för att deras samhälle tänktes vara på att dö ut och ersattas av mer fertila invandrar-"raser". Denna term användes också under hela 1900-talet för att sprida eugenikens ideologi i den internationella allmänheten. Dessutom lade begreppet "rassjälvmord" övervägande skulden på kvinnor, som förmodat ansvariga för fortplantningen. Med sina rötter i nordiskismen varierade tillämpningen av denna alarmistiska teori baserat på den målgrupp och/eller det land man riktade sig till.

## Eugenik
Teorin om rassjälvmord är i grunden rotad i och påverkad av den internationellt populariserade och pseudovetenskapliga teorin om rashygien, vilken förespråkar en universell förbättring av den mänskliga genpoolen genom att eliminera vissa "raser" som anses "olämpliga" för reproduktion. I USA har "olämpliga" raser historiskt inkluderat minoriteter som invandrare och afroamerikaner, personer med psykiska och fysiska funktionshinder, människor i fattigdom, institutionaliserade människor och/eller personer som dömts för brott. Eugeniken användes för att försöka eliminera dessa människor, så att deras "oönskade egenskaper och beteenden" med tiden effektivt skulle rensas bort från den mänskliga befolkningen.
Rassjälvmordsretorik framkallade rädsla i dominerande grupper och institutioner, med koppling till eugenik. Man antydde att dessa "oönskade" och "olämpliga" rasgrupper spred sig, medan de "önskvärda" och "passande" rasgrupperna i huvudsak "dödade sig själva" genom att misslyckas med att reproducera sig tillräckligt. Som ett resultat av rädsla, vände sig rassjälvmordsteoretiker under 1900-talet till sociopolitiska institutioner, pseudovetenskaplig propaganda och socialpolitik. De trodde att en sådan politik skulle förhindra rassjälvmord innan de "olämpliga" rasgrupperna ersatte de "passande". Därmed gav de upphov till teorin om eugenik.
I denna tid av internationell eugenisk propaganda, "trodde rassjälvmordsteoretiker att naturlig evolutionär dynamik stördes i industrins tidsålder och att socialpolitik behövdes för att säkerställa att de förment överlägsna 'raserna' inte försvann." Denna propaganda spreds i tidningar och utbildningsmiljöer. Denna eugeniska propaganda bidrog också till samtal om tvångssterilisering av "olämpliga", "hypersexuella" och dem med "ärftliga defekter". Till exempel släppte S. Fred Hogue sin veckovisa kolumn för pro-eugenik i Los Angeles Times Sunday Magazine 1935. I en kolumn med rubriken "Ska vi stoppa självmordet" skrev han: "Det är självklart att om de olämpliga ska tillåtas att fortplanta sig i den nuvarande alarmerande takten kommer de att förstöra civilisationen ... För att förhindra denna form av rassjälvmord är det absolut nödvändigt att de olämpliga inte tillåts fortsätta att fortplanta sig."

## Rasifierade kvinnor

### Hypersexualisering av färgade kvinnor
Det första elementet för att reda ut "rassjälvmord" och rasifieringen av färgade kvinnor är hypersexualisering. Hypersexualisering är en objektiverande skildring av människor, oftast kvinnor, vanligtvis färgade, som överdrivet sexuella. Objektifieringen bidrog till att vidmakthålla oro för rassjälvmord, eftersom många människor antog att färgade kvinnor reproducerade sig i högre takt och förförde vita män. Därför skulle den vita rasens storlek minska – ett pseudovetenskapligt "faktum" utan sanningshalt.

#### Invandring
Hypersexualiseringen av färgade kvinnor vidmakthölls inte bara socialt utan var systemiskt inarbetad i amerikanska institutioner. Till exempel var Page Act från 1875 den första immigrationslagstiftningen som satte parametrarna för vem som kunde komma in i landet. Denna lag hindrade kinesiska kvinnor från att migrera till USA, av rädsla för att de var omoraliska och sjuka prostituerade. 1924 års Johnson-Reed Act, som delvis antogs för att "bekämpa spökrasens självmord",:352 drev detta till en ytterlighet genom att förbjuda alla asiatiska amerikaner. Mer allmänt engagerade lagen sig i en rasifierad operation för att skärpa gränserna genom att fastställa nationella kvoter för invandrare. Denna "härdade anti-svart rasism och förvandlade asiater och latino/as till oföränderliga andra".:353 För att hjälpa till att anta sådana lagar vittnade inflytelserika forskare som Harry H. Laughlin inför kongressen. Man varnade för ett rassjälvmord om en sådan dynamik, delvis baserad på ett antagande om hypersexualitet, rådde och immigrationslagstiftningen inte var tillräckligt stark.:357

#### Fängslande
Fängelseanstalter vidmakthöll idéer om hypersexualitet, där man bland annat fängslade kvinnor för att de avvikit från normerna runt sexualitet. Svarta människor skickades, särskilt under Jim Crow-eran, till fängelser till en oproportionerligt hög kostnad. När dessa färgade kvinnor fängslades skickades de inte till reformatorier som vita kvinnor, utan de bodde i fängelser som män.

##### Juridisk och kulturell påverkan

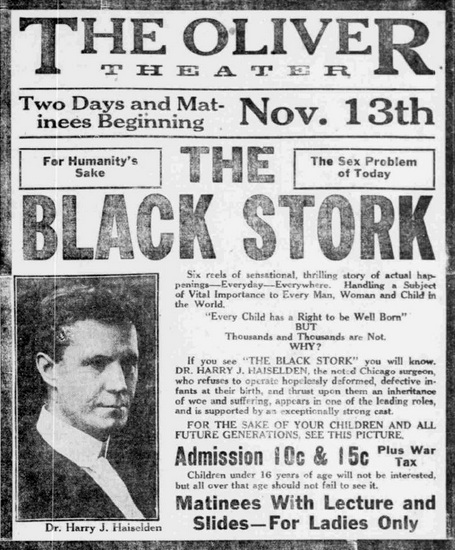
Ett reklamblad för The Black Stork.

Rättspraxis ger ytterligare bevis för hypersexuell rasifiering och rassjälvmordsångest. I fallet Rhinelander v. Rhinelander (1925) utmålades en svart kvinna som en hypersexuell "vamp" som utnyttjade sin vita make. Den vite mannen, Leo Rhinelander, hävdade att hans fru ljög om hennes anor. Rättegångens advokater porträtterade Alice Jones som en "sexuellt aggressiv kvinna som förförde den yngre Leo Rhinelander".:167 Detta är bilden av en "vamp" som är en kvinna som förför män, oftast applicerad specifikt på färgade kvinnor. Fallet ekade samhällelig rädsla för raskorruption, inklusive att vita mäns relationer med hypersexuella svarta kvinnor oundvikligen skulle kunna bidra till 'rassjälvmord' eller den vita rasens undergång".:170
På den kulturella sidan skapade filmer som The Black Stork bilder av förföriska förslavade kvinnor, medan de filmiska stereotyperna av Dragon Lady och Lotus Blossom beskrev asiatisk-amerikanska kvinnor som skurkaktiga frestare. Institutionella och kulturella mekanismer i USA arbetade i tandem för att främja bilden av färgade kvinnor som hypersexualiserade och därmed hotande mot den vita rasens överlevnad.

### Hysteri
En vanlig diagnos under det tidiga nittonhundratalet var "hysteri", vilken också spelade en roll i rasifieringen av kvinnor och i sin tur rasistisk självmordsrädsla. Hysteri var en sjukdom som tydligen plågade vita överklasskvinnor. Sjukdomen påstås ha orsakat (vita) kvinnor att vara svaga och inte fortplanta sig, vilket äventyrade den vita rasens livslängd.
Hysteri spelade in i rasifieringsdynamiken. Detta var till stor del på grund av "överciviliseringen" av vita kvinnor, vilken ställdes i kontrast till härdiga "vildar" – en kategori för färgade kvinnor. Exemplen på denna dynamik var under 1880-talet uppenbara i American Journal of Obstetrics. Till exempel publicerade George J. Engelmann flera artiklar som drog slutsatsen att dessa "primitiva" (svarta, mexikanska, indianer, asiatiska amerikanska, fattiga vita Appalachier) och "vilda" kvinnor upplevde förlossningen som "kort och lätt", jämfört med överciviliserade vita kvinnor. Joseph Johnson samlade liknande observationer, specifikt om förslavade kvinnor, och noterade att det fanns "förvånansvärt få övernaturliga eller instrumentella fall [tångförlossningar] bland dem". Doktor Lucien Warner band explicit ras till kön när han förklarade att svarta kvinnor och andra invandrare  i förhållande till vita kvinnor var robusta arbetare som hade "relativt stor immunitet mot livmodersjukdom". Sammanfattningsvis beskrev George Beard denna dynamik bäst 1881, när man uttryckligen antog att "nervös sjukdom knappast existerar bland vildar eller barbarer, eller halvbarbarer eller delvis civiliserade människor".
Kategoriseringen och diagnosen av hysteri grundades i samhälleliga och "vetenskapliga" idéer om att färgade kvinnor – vilda kvinnor – var robusta, starka, fertila och hotfulla. Detta skulle delvis relatera till deras hypersexualitet, eftersom många evolutionsteorier pekade på hypersexualitet som ett tecken på bristande civilisering. Vita överklassens kvinnor var svaga, sköra, nervösa och infertila. Denna dynamik, där färgade kvinnor var fertila och födda medan hysteriska vita kvinnor inte var det, förvärrade oundvikligen rasernas självmordsoro.:266

## Språk och politiska implikationer

### Rassjälvmordsretorik i USA
Tidig rassjälvmordsretorik i USA antydde skillnade på födelsetal mellan infödda protestantiska och invandrade katolska kvinnor, eller mer allmänt mellan "fit" (vita, rika, utbildade protestanter) och de "olämpliga" (fattiga, outbildade, kriminella, sjuka, funktionshindrade, minoriteter). Taktiken för rädsla baserade sig på tanken att den "passande" gruppen i slutändan skulle avta till utrotning om de inte skyndade sig till att reproducera sig. Denna retorik utökades senare för att ytterligare befästa det eugeniska påståendet att afroamerikaner och andra "raser" av invandrare med växande befolkning var "olämpliga", "hypersexuella" och "farliga".
År 1902 kallade Theodore Roosevelt, USA:s president, rassjälvmord "i grunden oändligt mycket viktigare än någon annan fråga i det här landet". Han hävdade inför den amerikanska allmänheten att "mannen eller kvinnan som medvetet undviker äktenskap och har ett hjärta så kallt att han inte känner någon passion och en hjärna så ytlig och självisk att rasen, som inte gillar att ha barn, är avskyvärd och föraktlig mot att ha barn, är avskyvärda för att ha barn, avsky av alla friska människor." På samma sätt hävdade han 1905 att en man eller kvinna som är barnlös av eget val "förtjänar förakt."
Denna politiska agenda riktade sig särskilt mot kvinnor och kritiserade dem för att de valde att inte uppfylla sin "plikt" att gifta sig och skaffa barn, och därmed behålla den vita befolkningen. Däremot överdrevs den växande icke-vita befolkningen alltför kraftigt för att man skulle kunna framställa situationen som alarmerande. Många tidningsartiklar hävdade att denna stora ökning var ett omen om att dessa icke-vita grupper i framtiden skulle få större deltagande och mer inflytande i politiken. Däremot berömdes kvinnor som lämnade ett "arv" efter sin död genom att ha många barn, och därefter barnbarn och barnbarnsbarn, öppet för att de hjälpte till att "kämpa mot" idén om rassjälvmord.

#### Media och kultur
När nallebjörnen, som fick sitt namn efter Theodore Roosevelt, ökade i popularitet, var vissa individer oroliga för att unga flickor som inte lekte med dockor så ofta skulle förlora sina "moderliga instinkter". Kritik mot nallen var en annan form av rädsla, eftersom dessa människor hävdade att det bidrog till begreppet rassjälvmord.
Som svar på Theodore Roosevelts offentliga varning för tanken på rassjälvmord, utvidgade vissa individer också detta koncept. Man föreslog begränsningar inte bara för icke-vita raser, utan även för individer i lägre ekonomiska klasser av "ekonomiska och utbildningsmässiga skäl". Det var inte längre bara politiker, utan också kyrkofolk, lärare och andra personer i ledande position som drev på för en lagstiftning där man uppmuntrade vita amerikaner att gifta sig och skaffa barn. Till exempel uttryckte Alexander Graham Bell offentligt sitt stöd för denna agenda.
Filmen Race Suicide från 1938 kritiserade kvinnor som valde att inte gifta sig eller skaffa barn. Raden "Är moderna kvinnor otrogna?" sticker ut på dess filmaffisch.

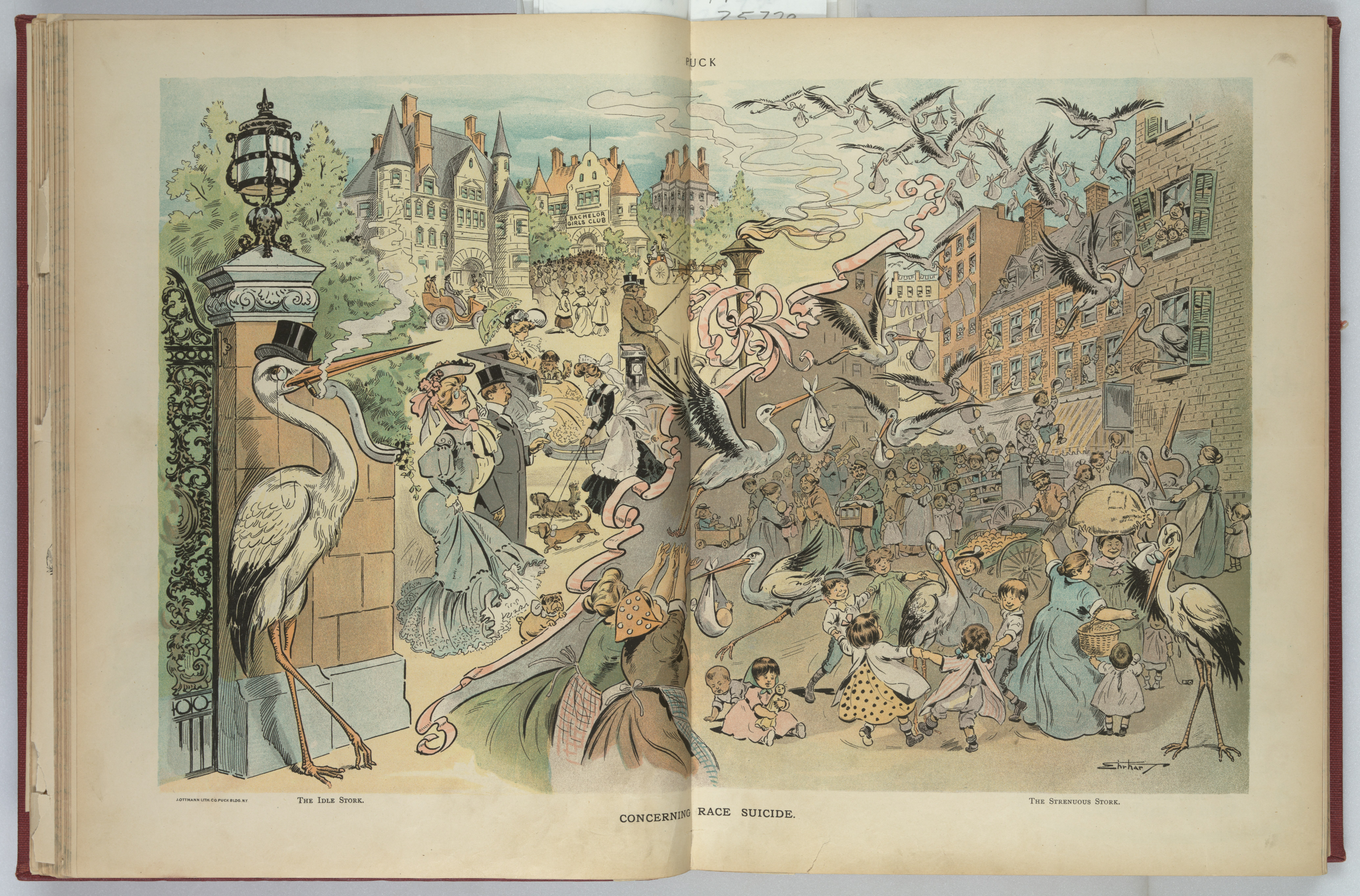
En illustration av Ehrhart som visar storkar som bidrar till eller arbetar mot rassjälvmord (1903).

Många propagandabilder skapades också och distribuerades på andra vägar, till exempel i tidningar. En populär symbol som användes var storken, en fågel som ofta förknippas med idén att "föda barn". Ett exempel är en illustration från 1903 skapad av Samuel D. Ehrhart, som visas till höger. Den föreställde en "sysslolös" stork inom överklassen som inte fullgjorde sin plikt, medan den "engagerade" storken inom underklassen ständigt arbetade och ökade denna befolkning.

### Rassjälvmordsretorik i Kanada
På samma sätt stödde kanadensaren W. Stewart Wallace, författaren till "The Canadian Immigration Policy", idén om rassjälvmord. "Den kanadensiska immigrationspolitiken" citerade den infödda befolkningens "kamp för att upprätthålla fasaden inför den tilltagande konkurrensen" som en påstådd orsak till dess låga födelsetal. Wallace hävdade att invandrare inte ökade en nations befolkning utan bara ersatte den.